# 豊永光
豊 永光（ゆたか えいこう、1916年10月3日 - 2001年7月12日）は、日本の政治家。自由民主党衆議院議員（1期）。名瀬市長（1期）。

## 経歴
鹿児島県名瀬市（奄美市）出身。鹿児島県立大島中学校 (旧制)四年修了で第七高等学校造士館 (旧制)に進学、卒業。1939年、高等試験行政科試験に合格、翌年東京帝国大学法学部を卒業。農林省に入り、畜産局資料課長、大臣官房広報課長、大阪、熊本の各営林局長となり、1967年の第31回衆議院議員総選挙に奄美群島区から無所属で立候補したが落選。1969年の第32回衆議院議員総選挙で保岡武久を破り、初当選した。しかし、1972年の第33回衆議院議員総選挙では保岡武久の息子の保岡興治に敗れて落選。次の第34回衆議院議員総選挙でも立候補したが落選した。
1986年の名瀬市長選挙に立候補して当選。1期務めた。

### 1990年名瀬市長選挙
1990年の市長選挙では徳田虎雄の支援を受けたが、保岡興治の支援を受けた前名瀬市助役の成田広男に674票差で敗れた。
※当日有権者数：-人 最終投票率：87.03%（前回比：-pts）
| 候補者名 | 年齢 | 所属党派 | 新旧別 | 得票数   | 得票率 | 推薦・支持 |
| -------- | ---- | -------- | ------ | -------- | ------ | ---------- |
| 成田広男 | 64   | 無所属   | 新     | 14,033票 | 51.2%  | -          |
| 豊永光   | 73   | 無所属   | 現     | 13,359票 | 48.8%  | -          |

1994年の市長選挙に再び立候補したが、現職の成田に敗れた。2001年死去。